# Popmuziek uit Vittula
Popmuziek uit Vittula (Zweeds: Populärmusik från Vittula) is een roman van de Zweedse schrijver Mikael Niemi dat uitgegeven werd in 2000. Het boek is los gebaseerd op Niemi's eigen jeugd in het dorp Pajala in Norrbotten in het noorden van Zweden tijdens de jaren '60 en '70. Popmuziek uit Vittula was Niemi's grote doorbraak en won de Augustprijs in het jaar 2000. De roman is in 2002 uit het Zweeds vertaald door Cora Polet.
De naam "Vittula" is een afkorting van Vittulajänkkä, de lokale Meänkieli benaming voor de omgeving in Pajala waar de hoofdpersoon Matti opgroeit. De letterlijke vertaling van de naam is zoiets als "het kuttenmoeras" (Zweeds: fittmyren). Het Meänkieli speelt een belangrijke rol in het boek en er worden veel uitdrukkingen in het Meänkieli gebruikt. De inwoners van Pajala worden op een humoristische en licht ironische manier beschreven, net zoals de invloed van het Laestadianisme op de omgeving, communistische opvattingen, familievetes en lokaal bijgeloof. Veel van de gebeurtenissen in het boek getuigen van een machomentaliteit, overmatig drankgebruik en alcoholisme. Een belangrijk deel van het verhaal gaat over hoe popmuziek en rock-'n-roll een grote rol spelen in het leven van de hoofdpersoon Matti en zijn beste vriend.
Het boek is vertaald naar het Meänkieli als Poppimysiikkiä Vittulasta en ook naar een aantal andere talen, waaronder het Nederlands. In 2004 werd Populärmusik från Vittula onder dezelfde titel verfilmd door Reza Bagher.